# Butter (노래)
“Butter”는 대한민국의 보이그룹 방탄소년단의 노래이다. 2021년 5월 21일 빅히트 뮤직과 소니 뮤직 엔터테인먼트를 통하여 발매하였다. 2020년 8월에 발매한 ‘Dynamite’를 잇는 두 번째 영어 싱글 노래이다. 아시아 가수 최초로 빌보드 핫 100 10주 연속 1위를 기록했다.

## 발매 배경
일본 싱글 'Film out' 발매 며칠 뒤인 2021년 4월 5일 방탄소년단 측이 5월에 신곡을 발표할 예정이라고 밝혔다. 이후 방탄소년단의 소속사, 빅히트 뮤직은 "곡이 완성된 후에 발매계획을 발표 할 예정이다"라고 밝혔다. 4월 26일, 방탄소년단은 부엌 사운드를 배경으로 한 녹고 있는 버터 스틱과 카운트 다운 ("버터"와 "2021년 5월 21일")이 포함된 1시간 분량의 YouTube 라이브 스트림을 통해 싱글의 타이틀과 발매일을 발표한채, 비디오 스트림이 끝났다. 이 때 컨셉 포토와 뮤직비디오 티저가 공개되었다. 이후 멤버들의 컨셉 포토와 영상 티저가 공식 SNS를 통해 공개됐다. 또한 방탄소년단은 싱글 앨범 발매 1시간 후 글로벌 기자 회견을 가졌다.
방탄소년단은 2021년 5월 21일 소속사 빅히트 뮤직의 새로운 멜론 스테이션 라디오 시리즈인 '빅히트 뮤직 레코드'에 게스트로 출연 해 신곡 'Butter'를 소개하고 팬들과의 질의 응답에 참여했다. 또한 '버터'는 21일 저녁에 2021년 빌보드 뮤직 어워드에서 처음 라이브로 공연 되었다. 또한 같은날, 토크쇼 '더 레이트 쇼 위드 스티븐 콜베어'에도 출연하였다.
빌보드 측은 6월 1일(현지 시간) 방탄소년단의 두 번째 영어 싱글곡 'Butter'가 '핫 100' 최신 차트(6월 5일 자)에 1위로 진입했다고 밝혔다.

## 음악 및 가사
Butter에 대한 초기 보도는 버터를 "방탄소년단의 매끄럽고 카리스마 넘치는 매력이 넘치는 댄스 팝 트랙"이라고 설명했다. 롤링 스톤 매거진은 5월호 커버스토리에서 "'다이너마이트'처럼 노래에 "무거운 메시지가 없다"며, "복고풍의 순수하고 웅장한 댄스팝 축제"라고 설명했다. 이후 같은 인터뷰에서 리더 RM은 "매우 역동적인 공연으로 노래를 채웠다" "매우 활기차고 차고 매우 여름과 같은 노래"라고 설명했다. 5월 18일 공개된 뮤직비디오 티저 영상의 끝에서 노래 가사 "Get it! Let it roll!"이 공개되었다. 국내 언론은 '버터'의 가사는 '달콤하고 로맨틱 한 사랑을 귀엽게 고백한다'며 ' 방탄소년단'의 부드러운 버터에 타의 추종을 불허하는 매력이 노래에 녹아 든다"고 평했다.
또한 이 곡의 안무중 손등에 입술을 대는 안무가 있는데, 이것은 남자가 여자에게 아쉬움을 표하는 것으로 코로나 19로 아미를 만나지 못해 아쉽다는 뜻을 담고 있다.

## 뮤직 비디오
Butter의 뮤직 비디오 티저는 지난 5월 18일 하이브 레이블 공식 유튜브 채널에 공개되었다. 이는 23초 분량의 동영상 티저였다. 짧은 티저 영상에서 방탄소년단은 정장 차림으로 움직이지 않고 서있는 모습을 보여 주었다. 그루비한 타악기 앙상블이 배경에서 연주하는 동안. 80년대의 유쾌한 비트와 비슷한 사운드가 재생되었다. 이후 팬케이크 위에 버터를 시럽이 덮으며 뮤직비디오 티저는 끝났다. 빌보드측은 티저의 "펑키 비트"는 퀸의 ‘Another One Bites the Dust’를 연상시킨다고 묘사했다.

## 발매 역사
| 국가   | 날짜              | 형식                      | 버전     | 레이블           | 각주          |
| ------ | ----------------- | ------------------------- | -------- | ---------------- | ------------- |
| 전세계 | 2021년 5월 21일   | 디지털 다운로드, 스트리밍 | 오리지널 | 빅히트 뮤직      | [ 18 ]        |
| 미국   | 2021년 5월 24일   | 성인 현대 라디오          | 오리지널 | 컬럼비아 레코드  | [ 19 ]        |
| 미국   | 2021년 5월 25일   | 현대 히트 라디오          | 오리지널 | 컬럼비아 레코드  | [ 19 ]        |
| 미국   | 2021년 6월 (미정) | 7 인치 카세트 단일        | 오리지널 | 소니 뮤직 레코드 | [ 20 ] [ 21 ] |

## 같이 보기
- 2021년 빌보드 핫 100 차트 1위 목록
- 2021년 가온 디지털 차트 1위 목록